# Binh chủng Pháo binh Việt Nam Cộng hòa

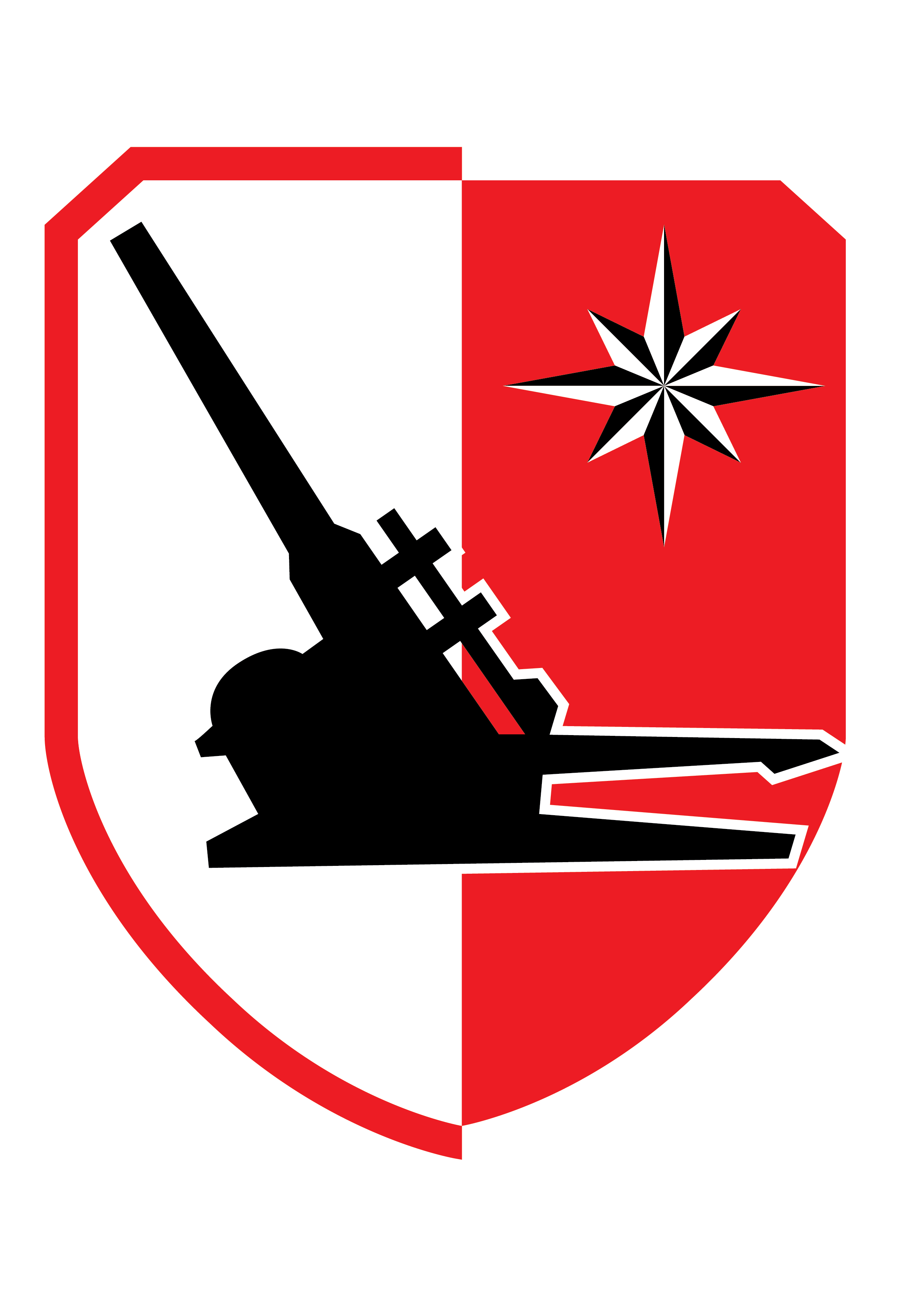
Phù hiệu Binh chủng Pháo binh - Quân lực Việt Nam Cộng Hòa

Binh chủng Pháo Binh (tiếng Anh: Artillery Republic of Vietnam Armed Forces, ARVNAF) là lực lượng hỏa lực trọng yếu của Quân lực Việt Nam Cộng hòa, tồn tại từ 1955 đến 1975.
- Bài ca chính thức:  Hành khúc Pháo Binh.

## Lịch sử hình thành

### Giai đoạn Quốc gia Việt Nam
Pháo binh Quốc gia Việt Nam được thành hình vào đầu thập niên 1950. Thoạt đầu Pháp thành lập các Pháo đội Tác xạ biệt lập sử dụng người Việt, sau đó kết hợp thành các Tiểu đoàn Pháo binh:
-Pháo đội biệt lập đầu tiên thành lập tại Bắc Việt ngày 1/11/1951
-Tiểu đoàn 5 Pháo binh thành lập ngày 1/7/1952. Đơn vị này do Tiểu đoàn Pháo binh Liên hiệp Pháp số 1/41 R.A.C chuyển sang
-Tiểu đoàn 3 Pháo Binh Việt Nam thành lập ngày 1/11/1952 tại Bắc phần
-Tiểu đoàn 2 Pháo Binh Việt Nam thành lập ngày 1/2/1953 tại Trung phần
-Tiểu đoàn 4 Pháo Binh Việt Nam thành lập ngày 1/1/1953 tại Cao nguyên Trung phần
-Tiểu đoàn 1 Pháo Binh Việt Nam thành lập ngày 1/5/1953 tại Nam phần.
Mỗi Tiểu đoàn Pháo binh có quân số 410 người, trang bị 12 khẩu đại bác 105 ly, gồm có một Bộ tham mưu, một Pháo đội chỉ huy và công vụ, ba Pháo đội tác xạ.
Năm 1953, Pháo binh vị trí được thành lập do quyết định của Hội đồng cao cấp Việt Pháp ngày 24 tháng 2 năm 1953. Bắt đầu từ tháng 5 năm 1953, 42 khẩu đội Pháo binh vị trí của Pháp tại các phân khu Transbassac và Mỹ Tho được chuyển giao. Lần lượt ngành Pháo binh vị trí trên toàn quốc phát triển để ứng phó với tình thế. Ngoài các khẩu đội trên, sự thành lập và chuyển giao các Pháo binh vị trí đã được diễn ra như sau:
- Pháo binh vị trí Đệ nhất Quân khu ngày 1/1/1954:
- Bộ Chỉ Huy Pháo binh vị trí miền Trung tâm (Centre Zone):
-Pháo đội chỉ huy, 2 Trung đội bán lưu động và 14 khẩu đội (chuyển giao).
- Bộ Chỉ Huy Pháo binh miền Đông ngày 1/3/1954:
-Pháo đội chỉ huy, 5 Trung đội bán lưu động và 15 Khẩu đội.
- Pháo binh vị trí phân khu Quy Nhơn (chiếm đóng đầu năm 1954) ngày 1/4/1954:
-Pháo đội chỉ huy, 9 Trung đội cố định và 4 Trung đội bán lưu động
- Pháo binh vị trí Đệ nhị Quân khu ngày 1/12/1953:
- Bộ chỉ huy Pháo binh vị trí Bắc Trung Việt:
-Pháo đội chỉ huy miền, 16 Trung đội cố định (Secions-Fixes) và 2 khẩu đội 25 Pounders.
- Bộ Chỉ Huy Pháo binh vị trí Nam Trung Việt:
-Pháo đội chỉ huy Phân khu Nha Trang, 3 Trung đội bán lưu động (Sections AP semi-mobiles), 9 Trung đội cố định và Pháo binh duyên hải (Cam Ranh)
- Pháo binh vị trí Đệ tam Quân khu ngày 1/12/1953:
-4 khẩu đội Phân khu Nam Định
- Phân khu Nam Định vào tháng 3/1954, thêm 7 pháo đội vị trí được thành lập mang số từ 301 đến 307, nhưng vì thiếu súng, chỉ có 1/3 thành hình.
- Pháo binh vị trí Đệ Tứ quân khu ngày 1/1/1952:
-5 khẩu đội Pháp chuyển giao

Mỗi tổ chức Pháo binh vị trí miền thường gồm có một ban chỉ huy 17 người (1 cấp tá, 2 cấp úy, 5 hạ sĩ quan và 9 binh sĩ). Một ban chỉ huy của Pháo đội chỉ huy 19 người (1 cấp úy, 4 hạ sĩ quan và 14 binh sĩ), nhiều Trung đội bán lưu động với mỗi trung đội 36 người (1 sĩ quan, 5 hạ sĩ quan và 30 binh sĩ). Nhiều trung đội cố định với mỗi Trung đội 17 người (4 hạ sĩ quan, 13 binh sĩ). Mỗi khẩu đội cố định 7 người.
Để thuận tiện cho việc nhận danh, kể từ 1/7/1954, các Pháo binh vị trí cải hiệu là:
-Pháo binh vị trí Tranabassac thành Pháo binh vị trí số 151
-Pháo binh vị trí miền Trung tâm thành Pháo binh vị trí số 152
-Pháo binh vị trí miền Bắc Trung Việt thành Pháo binh vị trí số 251
-Pháo binh vị trí phân khu Quy Nhơn thành Pháo binh vị trí số 451
-Pháo binh vị trí miền Nam Trung Việt thành Pháo binh vị trí số 452
-Pháo binh vị trí phân khu Nam Định thành Pháo binh vị trí số 351
Các pháo đội chỉ huy và các trung đội cố định hay bán lưu động thuộc trong thành phần của một Pháo binh vị trí đều mang chung một danh hiệu với một vài khác biệt ở cách sắp xếp, thí dụ:
-Pháo đội chỉ huy 151 (thuộc Pháo binh vị trí số 151)
-Trung đội 151/1M là Trung đội 1 bán lưu động Pháo binh vị trí 151
-Trung đội 151/1F là trung đội 1 cố định Pháo binh vị trí 151
Pháo binh vị trí đã sử dụng những loại đại bác lỗi thời và hết sức phức tạp. Có cả thẩy 173 khẩu mà có tới những năm loại như sau:
-HM-3 105 ly: 11 khẩu, -25 Pounder 88 ly: 122 khẩu, -75 đến 95 ly: 29 khẩu, -37 ly: 7 khẩu và 138,6 ly: 4 khẩu
Kể từ tháng 9/1953, tất cả các Tiểu đoàn Pháo binh hiện hữu được hệ thống hóa vào các Liên đoàn bộ binh (tổ chức mỗi Liên đoàn gồm có: một Bộ chỉ Huy, Đại đội chỉ huy công vụ, ba Tiểu đoàn bộ binh, một Tiểu đoàn pháo binh 105 ly, một pháo đội 155 ly, một phân đội truyền tin, một đơn vị công binh, ….), và vì sự xuất hiện của các Liên đoàn bộ binh mà những Tiểu đoàn được thành lập sau đó đã mang những danh hiệu theo một thứ tự khác với những Tiểu đoàn tiền lập:
-Tiểu đoàn Pháo binh số 22 thành lập ngày 1/12/1953 tại Huế đặt thuộc thành phần cơ hữu của Liên đoàn bộ binh số 22
-Tiểu đoàn 33 Pháo binh thành lập ngày 1/1/1954 tại Bắc Việt đặt thuộc thành phần cơ hữu của Liên đoàn bộ binh số 33
-Tiểu đoàn 34 Pháo binh thành lập ngày 1/1/1954 tại Bắc Việt đặt thuộc thành phần cơ hữu của Liên đoàn bộ binh số 34
-Tiểu đoàn 12 thành lập ngày 15/8/1954 tại Nam Việt để dành cho Liên đoàn bộ binh số 12.
Nhưng thực ra chỉ riêng có các Liên đoàn bộ binh số 11, 21, 31, 32, và 41 được thành lập, còn các Liên đoàn bộ binh số 12, 22, 33 và 34 bị cắt bỏ. Đứng trước sự kiện này, trong số 4 Tiểu đoàn tân lập chỉ có 3 Tiểu đoàn được duy trì, còn Tiểu đoàn số 33 phải giải tán ngày 1/3/1955
Khi giải tán Tiểu đoàn trên, quân đội lại phải chấp nhận thu nạp Tiểu đoàn 3 Pháo binh R.A.C.M. hoàn toàn gốc Nùng, do Quân đội Pháp chuyển giao ngày 1/4/1955, và Tiểu đoàn này được cải thành Tiểu đoàn 6 Pháo binh Việt Nam.
Liên đoàn Nhảy dù cũng thành lập Đại đội súng cối 4"2, năm 1960 đổi thành Pháo đội súng cối Nhảy dù.
Cũng cần kể là khi ngừng chiến, ngành Pháo binh vị trí lần lượt bị giải tán và đến tháng 3/1955 thì sự giải tán này hoàn tất.
Vừa lúc này quân đội lại tiếp nhận Trung tâm Huấn luyện Pháo binh Phú Lợi chuyển giao (16/3/1955). Pháo binh Việt Nam lúc ấy gồm có 9 Tiểu đoàn và một Trung tâm huấn luyện được phân bổ tại các vị trí như sau:
-Tiểu đoàn 1: Bình Thủy (Cần Thơ), Tiểu đoàn 2: Đông Hà (Quảng Trị), Tiểu đoàn 3: Nha Trang, Tiểu đoàn 4: Pleiku, Tiểu đoàn 5: Quảng Ngãi, Tiểu đoàn 6: Sông Mao (Phan Thiết), Tiểu đoàn 12: Dĩ An (Thủ Dầu Một), Tiểu đoàn 22: Huế và Tiểu đoàn 34: Mỹ Tho.
Đầu năm 1954, Pháo binh Việt Nam có quân số 4248 gồm 163 sĩ quan, 732 hạ sĩ quan và 3453 binh sĩ. Bắt đầu từ tháng 10/1954, các chức vụ Tiểu đoàn trưởng mới được giao cho sĩ quan Pháo binh Việt Nam.
Kể từ 1/1/1954, trước một quân số Pháo binh càng ngày càng lớn lao cần được quản trị và huấn luyện một cách chu đáo, phái bộ thanh tra Pháp đã phải đặt riêng ra 2 phòng thuộc lĩnh vực thanh tra của họ để chuyên trách về Pháo binh Việt Nam. Hai phòng đó là:
-Phòng tổ chức theo dõi những vấn đề liên quan đến tổ chức đơn vị, thực hiện quân số, vật liệu, thăng thưởng và kỷ luật.
-Phòng nghiên cứu tổng quát theo dõi những vấn đề liên quan đến việc sử dụng đơn vị, huấn luyện đơn vị và cá nhân, kinh nghiệm sử dụng vật liệu và kiểm soát điều hành.
Trước đà tiến triển của các đơn vị Pháo binh và cũng để cho các Tư lệnh Quân khu Việt Nam có thể sử dụng được các đơn vị này một cách dễ dàng, ngày 3/5/1954, các bộ chỉ huy Pháo binh Quân khu thành lập, nhưng vẫn do sĩ quan Pháp điều khiển vừa với tư cách cố vấn vừa là chỉ huy trưởng Pháo binh cho Quân khu liên hệ. Việc tổ chức này được áp dụng cho cả các binh chủng Thiết giáp, Công binh, và Xa binh. Nhưng chi tới cuối tháng 1/1955, tất cả các Bộ Chỉ Huy binh chủng của Quân khu này đều bị giải tán.
Tiếp sau đó một cơ quan thanh tra các binh chủng tại Bộ Tổng Tham mưu được thành lập vào tháng 3/1955, trong đó có binh chủng Pháo binh. Chính cơ quan thanh tra này đã khai sinh ra bộ chỉ huy Pháo Binh cũng như Thiết giáp, Công binh và Xa binh, kể từ 1/12/1955. Chỉ huy trưởng Pháo Binh Việt Nam đầu tiên là Trung tá Bùi Hữu Nhơn đảm nhiệm chức vụ vào tháng 8/1955.
Do kế hoạch quân số 150.000 người, ngành Pháo binh đang từ 9 Tiểu đoàn gia tăng thành 11 Tiểu đoàn, trong đó có một Tiểu đoàn Pháo binh 155 ly đầu tiên được thành lập. Tiểu đoàn số 34 được cải biến thành 155 ly và di chuyển khỏi miền Nam để đồn trú tại Đà Nẵng.

### Giai đoạn Đệ nhất Cộng hòa
Tháng 8 năm 1955, Quân đội Việt Nam Cộng hòa có 4 Sư đoàn Dã chiến với phiên hiệu: 1, 2, 3 và 4 (Quân số cho một Sư đoàn là 8.600 người), 6 Sư đoàn Khinh chiến quân số 5.245 với phiên hiệu: 11, 12, 14, 15, 22 và 23 (Quân số cho một Sư đoàn là 5245 người). Mỗi Sư đoàn Dã chiến có một Bộ chỉ huy Pháo binh và một Tiểu đoàn trang bị đại bác 105 ly.
Đầu tháng 1 năm 1956 Pháo binh tăng thêm 2 Tiểu đoàn, Tiểu đoàn số 23, 25 thành lập liên tiếp và 3 Tiểu đoàn 155 ly với danh hiệu Tiểu đoàn 35, 36, và 37 Pháo binh.
Trong lúc đó để hòa nhịp với sự cải tổ của quân đội:
-Tiểu đoàn 2 Pháo binh Đông Hà đổi tên thành Tiểu đoàn 1 Pháo binh, cơ hữu Sư đoàn 1 Bộ binh
-Tiểu đoàn 5 Pháo binh Quảng Ngãi thành Tiểu đoàn 2 Pháo binh, cơ hữu Sư đoàn 2 Bộ binh
-Tiểu đoàn 6 Pháo binh Sông Mao thành Tiểu đoàn 3 Pháo binh, cơ hữu Sư đoàn 3 Bộ binh
-Tiểu đoàn 3 Pháo binh Nha Trang thành Tiểu đoàn 4 Pháo binh, cơ hữu Sư đoàn 4 Bộ binh
-Tiểu đoàn 1 Pháo binh Bình Thủy thành Tiểu đoàn 21 Pháo binh, thuộc Quân khu 1
-Tiểu đoàn 12 Pháo binh Dĩ An thành Tiểu đoàn 27 Pháo binh, thuộc Quân khu 1
-Tiểu đoàn 22 Pháo binh Huế thành Tiểu đoàn 26 Pháo binh, thuộc Quân khu 2
-Tiểu đoàn 4 Pháo binh Pleiku thành Tiểu đoàn 24 Pháo binh, thuộc Quân khu 4
-Tiểu đoàn 34 Pháo binh Mỹ Tho trang bị đại bác 155 ly và di chuyển ra Đà Nẵng.
Đồng thời, Đại đội Trọng pháo của Liên đoàn Thủy Quân Lục Chiến được thành lập.
Cuối năm 1958, 10 Sư đoàn kể trên cải tổ thành 7 Sư đoàn Bộ binh mang phiên hiệu: 1, 2, 5, 7, 21, 22 và 23 (Quân số cho một Sư đoàn là 10.500 người), thành phần Pháo binh cũng gia tăng, mỗi Sư đoàn có một Bộ chỉ huy, một Tiểu đoàn pháo binh 105 ly, và một Tiểu đoàn súng cối với 27 khẩu 42 ly.

### Giai đoạn Đệ nhị Cộng hòa

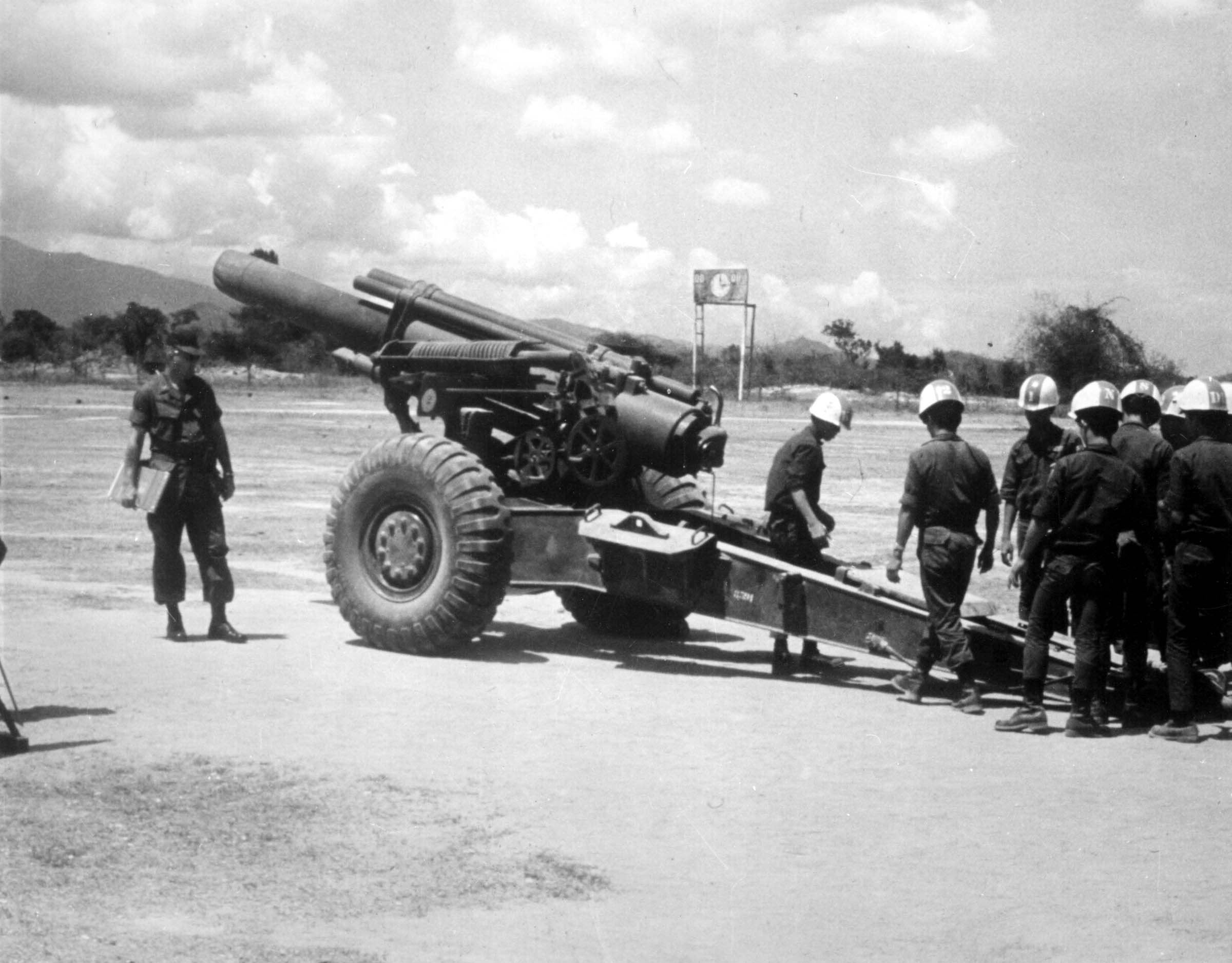
Giờ thực hành tại Trung tâm Huấn luyện Pháo binh, 1972.

Năm 1961, Đại đội trọng pháo Thủy quân Lục chiến được biến đổi thành thành Pháo đội đại bác trang bị 8 khẩu 75 ly sơn Pháo. Cùng năm Tiểu đoàn Pháo binh Thủy quân Lục chiến thành lập với Pháo đội A, B trang bị mỗi Pháo đội 8 khẩu sơn Pháo, và Pháo đội C với 8 khẩu 105 ly.
Năm 1962 tân lập 2 Bộ chỉ huy PB Sư đoàn cho SĐ 9 và SĐ 25 Bộ binh, tân lập Tiểu đoàn 9 Pháo binh, Tiểu đoàn 9 súng cối cho Sư đoàn 9 Bộ binh. Tân lập Tiểu đoàn 25 Pháo binh và Tiểu đoàn 25 súng cối cho Sư đoàn 25 Bộ binh. Bộ chỉ huy PB Sư đoàn 9 và 2 Tiểu đoàn di chuyển vào Sa Đéc thuộc Quân khu 4. Bộ chỉ huy PB Sư đoàn 25 di chuyển về Hậu Nghĩa thuộc Quân khu 3.
Năm 1964 các Tiểu đoàn súng cối được biến cải và được trang bị đại bác 105 ly. Như vậy mỗi Tiểu đoàn Pháo binh được trang bị với 18 đại bác 105 ly. Danh hiệu cũng thay đổi, thí dụ PB Sư đoàn 1 có Bộ chỉ huy PB Sư đoàn, Tiểu đoàn 11 và Tiểu đoàn 12 Pháo binh.
Tháng 8 năm 1965 thành lập thêm Sư đoàn 10 (Sư đoàn 18 bộ binh). Pháo binh thành lập thêm một PB Sư đoàn và 2 Tiểu đoàn PB 105 ly. Tháng 12 năm 1965 thành lập Tiểu đoàn Pháo Binh Nhảy Dù. Giữa năm 1968 Pháo binh Thủy quân Lục chiến thay các đại bác sơn pháo 75 thành đại bác 105 ly.
Tháng 8 năm 1968 thành lập Bộ chỉ huy PB Sư đoàn Dù, tân lập Tiểu đoàn 2 Pháo binh Nhảy Dù, đồng thời đổi tên Tiểu đoàn Pháo binh Nhảy Dù thành Tiểu đoàn 1 Pháo binh ND. Tháng 10 năm 1968 Tiểu đoàn 3 Pháo binh Nhảy Dù thành lập.
Sau Tết Mậu thân, Pháo Binh Sư đoàn được tăng thêm đơn vị và số lượng pháo như sau: Bộ chỉ huy PB Sư đoàn, một Tiểu đoàn 155 ly, ba Tiểu đoàn 105 ly, mỗi Tiểu đoàn đều trang bị 18 đại bác. Danh hiệu như sau, Thí dụ PB Sư đoàn 18: Tiểu đoàn 180 Pháo binh (155 ly), Tiểu đoàn 181 Pháo binh (105 ly), Tiểu đoàn 182 Pháo binh (105 ly), và Tiểu đoàn 183 Pháo binh (105 ly).
Theo đó, các Tiểu đoàn PB được đổi tên khi sáp nhập vào các Sư đoàn Bộ binh:
-Tiểu đoàn 34 Pháo binh sáp nhập SĐ 1 BB đổi tên thành Tiểu đoàn 10 Pháo Binh (155 ly)
-Tân lập Tiểu đoàn 155 ly cho SĐ 2 BB với danh hiệu Tiểu đoàn 20 Pháo Binh
-Tiểu đoàn 35 Pháo binh sáp nhập Sư đoàn 5 đổi tên thành Tiểu đoàn 50 Pháo Binh (155 ly)
-Tiểu đoàn 32 Pháo binh sáp nhập Sư đoàn 18 đổi tên thành Tiểu đoàn 180 Pháo Binh (155 ly)
-Tiểu đoàn 38 Pháo binh sáp nhập Sư đoàn 25 đổi tên thành Tiểu đoàn 250 Pháo Binh (155 ly)
-Tiểu đoàn 45 Pháo binh sáp nhập Sư đoàn 22 đổi tên thành Tiểu đoàn 220 Pháo Binh (155 ly)
-Tiểu đoàn 39 Pháo binh sáp nhập SD23BB đổi tên thành Tiểu đoàn 230 Pháo Binh (155 ly)
-Tiểu đoàn 33 Pháo binh sáp nhập Sư đoàn 7 đổi tên thành Tiểu đoàn 70 Pháo Binh (155 ly)
-Tiểu đoàn 34 Pháo binh sáp nhập Sư đoàn 9 đổi tên thành Tiểu đoàn 90 Pháo Binh (155 ly)
-Tiểu đoàn 36 Pháo binh sáp nhập Sư đoàn 21 đổi tên thành Tiểu đoàn 210 Pháo Binh (155 ly)
Đầu năm 1969 Tiểu đoàn 2 PB Thủy quân Lục chiến thành lập. Năm 1971 Pháo binh thành lập 5 Tiểu đoàn Pháo binh 175 cơ động, 3 cho Quân đoàn I, 1 cho Quân đoàn II và 1 cho Quân đoàn III. Pháo binh Phòng không có 4 Tiểu đoàn.
Cuối năm 1971, Pháo binh Tiểu khu được thành lập, phần lớn cố định tại các vị trí cạnh quận lỵ để yểm trợ lãnh thổ hay di chuyển yểm trợ các cuộc hành quân ngắn hạn của các Tiểu khu. Mỗi Tiểu Khu có một Ban Pháo binh, phối hợp hỏa lực yểm trợ cho Tiểu khu. Số lượng đại bác tùy thuộc nhiệm vụ và lãnh thổ của Tiểu Khu. Tổng số tất cả pháo binh Tiểu khu là 176 Trung đội.
Đồng thời cuối 1971 Sư đoàn 3 Bộ binh được thành lập, Pháo binh lại thành lập Bộ chỉ huy PB Sư đoàn:
-Tiểu đoàn 48 Pháo binh sáp nhập SĐ 3 BB đổi tên thành Tiểu đoàn 30 Pháo Binh (155 ly)
-Tiểu đoàn 62 Pháo binh sáp nhập Sư đoàn 3 đổi tên thành Tiểu đoàn 31 Pháo Binh
-Tiểu đoàn 64 Pháo binh sáp nhập Sư đoàn 3 đổi tên thành Tiểu đoàn 32 Pháo Binh
-Tân lập Tiểu đoàn 105 ly mang danh hiệu Tiểu đoàn 33 Pháo binh.
Vì nhu cầu hành quân, Pháo binh Sư đoàn 3 vừa tổ chức, vừa huấn luyện, và vừa yểm trợ hành quân. Riêng Tiểu đoàn 33 chưa thụ huấn xong Giai Đoạn 3 Huấn luyện đơn vị đã phải sử dụng hành quân.
Tính đến tháng 4/1975 Pháo binh Quân Lực Việt Nam Cộng hòa có:
-Bộ chỉ huy PB Trung ương tại Sài Gòn
-Trường Pháo binh tại Dục Mỹ, Ninh Hòa
-Bốn Bộ chỉ huy PB Quân đoàn tại Đà Nẵng, Pleiku, Biên Hòa, và Cần Thơ
-Mười một Bộ chỉ huy PB Sư đoàn tại Quảng Trị, Huế, Đà Nẵng, An Sơn (Bình Định), Ban Mê Thuột, Long Khánh, Lai Khê, Củ Chi, Mỹ Tho, Sa Déc, Sóc Trăng
-Hai Bộ chỉ huy PB của 2 Sư đoàn Tổng trừ bị là Nhảy Dù và Thủy quân Lục chiến
-Bộ chỉ huy PB Biệt động quân được thành lập năm 1974 tại Sài Gòn
Hậu cứ của PB Nhảy Dù, Thủy Quân Lục Chiến tại Sài Gòn. Mỗi Pháo Binh Sư đoàn có một Tiểu đoàn PB 155 ly, 3 tiểu đoàn PB 105 ly. Các PB Sư đoàn Nhảy dù và Thủy Quân Lục Chiến không có 155 ly. 176 Trung đội Pháo binh Lãnh thổ (352 khẩu đại bác, tương đương với 20 Tiểu đoàn Pháo binh).
Thuộc dụng các Quân đoàn gồm có:
-Năm Tiểu đoàn 105 ly (Tiểu đoàn 63 và 69 Quân đoàn II, Tiểu đoàn 61 Quân đoàn III, Tiểu đoàn 67 và 68 Quân đoàn IV)
-Bốn Tiểu đoàn 155 ly (Tiểu đoàn 44 Quân đoàn I, Tiểu đoàn 37 Quân đoàn II, Tiểu đoàn 46 Quân đoàn III, Tiểu đoàn 47 Quân đoàn IV)
-Năm Tiểu đoàn Pháo binh cơ động 175 ly (Tiểu đoàn 101, 102 và 105 Quân đoàn I, Tiểu đoàn 103 Quân đoàn II và Tiểu đoàn 104 Quân đoàn III)
-Bốn Tiểu đoàn Pháo binh phòng không (Tiểu đoàn 1 và 3 Quân đoàn I, Tiểu đoàn 4 Quân đoàn II và Tiểu đoàn 2 Quân đoàn III).

## Bộ chỉ huy Pháo binh Trung ương và trường Pháo binh/1975
| Stt | Họ và Tên                         | Cấp bậc     | Chức vụ                         | Chú thích                            |
| --- | --------------------------------- | ----------- | ------------------------------- | ------------------------------------ |
| 1   | Nguyễn Xuân Thịnh Võ bị Đà Lạt K3 | Trung tướng | Chỉ huy trưởng                  |                                      |
| 2   | Dương Thái Đồng Võ bị Đà Lạt K5   | Đại tá      | Chỉ huy phó                     |                                      |
| 3   | Phan Đình Tùng Võ bị Đà Lạt K5    | Đại tá      | Phụ tá Chỉ huy trưởng           |                                      |
| 4   | Nguyễn Văn Thi                    | Đại tá      | Tham mưu trưởng                 |                                      |
| 5   | Hồ Sĩ Khải Võ khoa Thủ Đức K3     | Đại tá      | Chỉ huy trưởng Trường Pháo binh | Chỉ huy phó: Trung tá Trịnh Lê Triển |

## Chỉ huy các đơn vị Pháo binh thuộc Quân đoàn I/1975
| Stt | Họ và Tên Chỉ huy trưởng          | Cấp bậc  | Đơn vị                 | Chú thích                            |
| --- | --------------------------------- | -------- | ---------------------- | ------------------------------------ |
| 1   | Phạm Kim Chung Võ bị Đà Lạt K6    | Đại tá   | PB Quân đoàn           | Chỉ huy phó: Đại tá Cao Nguyên Khoa  |
| 2   | Phan Văn Phúc Võ khoa Thủ Đức K5  | Trung tá | PB Sư đoàn 1/BB        |                                      |
| 3   | Lê Thương Võ khoa Thủ Đức K5      | Đại tá   | PB Sư đoàn 2/BB        |                                      |
| 4   | Nguyễn Hữu Cam Võ khoa Thủ Đức K3 | Trung tá | PB Sư đoàn 3/BB        | Chỉ huy phó: Trung tá Trần Thanh Hào |
| 5   | Nguyễn Đăng Nho                   | Thiếu tá | PB Tiểu khu Quảng Trị  |                                      |
| 6   | Hồ Đăng Khoa                      | Thiếu tá | PB Tiểu khu Thừa Thiên |                                      |
| 7   | Nguyễn Văn Vọng                   | Thiếu tá | PB Tiểu khu Quảng Nam  |                                      |
| 8   | Lê Thế Sản Khóa 1 Đồng Đế         | Thiếu tá | PB Tiểu khu Quảng Tín  |                                      |
| 9   | Trần Trai Võ khoa Thủ Đức K7      | Thiếu tá | PB Tiểu khu Quảng Ngãi |                                      |

## Chỉ huy các đơn vị Pháo binh thuộc Quân đoàn II/1975
| Stt | Họ và Tên Chỉ huy trưởng           | Cấp bậc  | Đơn vị                 | Chú thích                           |
| --- | ---------------------------------- | -------- | ---------------------- | ----------------------------------- |
| 1   | Nguyễn Ngọc Sáu Võ bị Đà Lạt K8    | Đại tá   | PB Quân đoàn           | Chỉ huy phó: Trung tá Phan Văn Sang |
| 2   | Lê Đình Ninh Võ khoa Thủ Đức K4    | Trung tá | PB Sư đoàn 22/BB       |                                     |
| 3   | Đặng Nguyên Phả Võ khoa Thủ Đức K4 | Trung tá | PB Sư đoàn 23/BB       |                                     |
| 4   | Tiêu Đại Giang                     | Thiếu tá | PB Tiểu khu Kontum     |                                     |
| 5   | Nguyễn Văn Hiển                    | Thiếu tá | PB Tiểu khu Pleiku     |                                     |
| 6   | Đặng Văn Song                      | Đại úy   | PB Tiểu khu Darlac     |                                     |
| 7   | Trần Văn Bường Võ bị Đà Lạt K18    | Thiếu tá | PB Tiểu khu Quảng Đức  |                                     |
| 8   | Phạm Hữu Kỳ Võ khoa Thủ Đức K7     | Thiếu tá | PB Tiểu khu Bình Định  |                                     |
| 9   | Đinh Văn Sang                      | Thiếu tá | PB Tiểu khu Phú Yên    |                                     |
| 10  | Nguyễn Liên Đô                     | Đại úy   | PBTiểu khu Khánh Hòa   |                                     |
| 11  | Đinh Tiến Hùng Võ khoa Thủ Đức K6  | Thiếu tá | PB Tiểu khu Ninh Thuận |                                     |
| 12  | Nguyễn Công Lý                     | Thiếu tá | PB Tiểu khu Bình Thuận |                                     |

## Chỉ huy các đơn vị Pháo binh thuộc Quân đoàn III/1975
| Stt | Họ và Tên Chỉ huy trưởng           | Cấp bậc  | Đơn vị                 | Chú thích                      |
| --- | ---------------------------------- | -------- | ---------------------- | ------------------------------ |
| 1   | Lê Văn Trang Võ bị Đà Lạt K10      | Đại tá   | PB Quân đoàn           | Chỉ huy phó: Đại tá Hồ Văn Tâm |
| 2   | Nguyễn Đạt Sinh Võ khoa Thủ Đức K4 | Trung tá | PB Biệt khu Thủ đô     |                                |
| 3   | Tống Mạnh Hùng Võ khoa Thủ Đức K5  | Trung tá | PB Sư đoàn 5/BB        |                                |
| 4   | Ngô Văn Hưng Võ khoa Thủ Đức K3    | Đại tá   | PB Sư đoàn 18/BB       |                                |
| 5   | Phạm Hữu Nghĩa Võ bị Đà Lạt K10    | Trung tá | PB Sư đoàn 25/BB       |                                |
| 6   | Đặng Hữu Bá Võ khoa Thủ Đức K10    | Thiếu tá | PB Tiểu khu Biên Hòa   |                                |
| 7   | Hồ Huệ Phú Võ bị Đà Lạt K13        | Thiếu tá | PB Tiểu khu Bình Dương |                                |
| 8   | Lai Tỷ                             | Thiếu tá | PB Tiểu khu Bình Long  |                                |
| 9   | Lê Quang Đạt Võ khoa Thủ Đức K5    | Thiếu tá | PB Tiểu khu Bình Tuy   |                                |
| 10  | Nguyễn Ngọc Ánh Võ bị Đà Lạt K18   | Thiếu tá | PB Tiểu khu Gia Định   |                                |
| 11  | Phan Văn Khải Đồng Đế K1           | Thiếu tá | PB Tiểu khu Hậu Nghĩa  |                                |
| 12  | Lê Tiến Khai                       | Thiếu tá | PB Tiểu khu Long An    |                                |
| 13  | Trần Đức Hiệu Võ khoa Thủ Đức K7   | Thiếu tá | PB Tiểu khu Long Khánh |                                |
| 14  | Đinh Văn Nê                        | Thiếu tá | PB Tiểu khu Phước Long |                                |
| 15  | Lê Ngọc Bửu                        | Thiếu tá | PB Tiểu khu Phước Tuy  |                                |
| 16  | Nguyễn Quang Bình                  | Thiếu tá | PB Tiểu khu Tây Ninh   |                                |

## Chỉ huy các đơn vị Pháo binh thuộc Quân đoàn IV/1975
| Stt | Họ và Tên Chỉ huy trưởng             | Cấp bậc  | Đơn vị                   | Chú thích                           |
| --- | ------------------------------------ | -------- | ------------------------ | ----------------------------------- |
| 1   | Nguyễn Văn Thọ Võ bị Đà Lạt K7       | Đại tá   | PB Quân đoàn             | Chỉ huy phó: Trung tá Huỳnh Hữu Lân |
| 2   | Nguyễn Khắc Thiệu Võ khoa Thủ Đức K3 | Đại tá   | PB Sư đoàn 7/BB          |                                     |
| 3   | Võ Văn Sáng                          | Trung tá | PB Sư đoàn 9/BB          |                                     |
| 4   | Nguyễn Bá Nhẫn                       | Trung tá | PB Sư đoàn 21/BB         |                                     |
| 5   | Trương Văn Long Võ khoa Thủ Đức K9   | Thiếu tá | PB Tiểu khu An Giang     |                                     |
| 6   | Trần Văn Toàn                        | Thiếu tá | PB Tiểu khu An Xuyên     |                                     |
| 7   | Phạm Văn Hai                         | Trung tá | PB Tiểu khu Ba Xuyên     |                                     |
| 8   | Trần Văn Chính Võ khoa Thủ Đức K14   | Thiếu tá | PB Tiểu khu Bạc Liêu     |                                     |
| 9   | Phan Đình Hạo                        | Thiếu tá | PB Tiểu khu Châu Đốc     |                                     |
| 10  | Nguyễn Văn Tâm                       | Thiếu tá | PB Tiểu khu Chương Thiện |                                     |
| 11  | Lê Minh Trí Võ khoa Thủ Đức K7       | Thiếu tá | PB Tiểu khu Định Tường   |                                     |
| 12  | Lâm Tiến Hải                         | Thiếu tá | PB Tiểu khu Gò Công      |                                     |
| 13  | Đào Duy Tân Võ khoa Thủ Đức K7       | Thiếu tá | PB Tiểu khu Kiên Giang   |                                     |
| 14  | Huỳnh Văn Chương                     | Đại úy   | PB Tiểu khu Kiến Hòa     |                                     |
| 15  | Nguyễn Văn Tốt                       | Thiếu tá | PB Tiểu khu Kiến Phong   |                                     |
| 16  | Hà Đức Ninh                          | Đại úy   | PB Tiểu khu Kiến Tường   |                                     |
| 17  | Đoàn Tiến Lộc                        | Thiếu tá | PB Tiểu khu Phong Dinh   |                                     |
| 18  | Trần Văn Thìn                        | Đại úy   | PB Tiểu khu Sa Đéc       |                                     |
| 19  | Nguyễn Văn Thửa Võ khoa Thủ Đức K8   | Thiếu tá | PB Tiểu khu Vĩnh Bình    |                                     |
| 20  | Nguyễn Vạn Khương                    | Đại úy   | PB Tiểu khu Vĩnh Long    |                                     |

## Chỉ huy Pháo binh các đơn vị Tổng trừ bị/1975
| Stt | Họ và Tên Chỉ huy trưởng            | Cấp bậc  | Đơn vị                         | Chú thich |
| --- | ----------------------------------- | -------- | ------------------------------ | --------- |
| 1   | Nguyễn Văn Tường Võ khoa Thủ Đức K4 | Đại tá   | PB Sư đoàn Nhảy dù             |           |
| 2   | Đặng Bá Đạt Võ khoa Thủ Đức K6      | Trung tá | PB Sư đoàn Thủy quân Lục chiến |           |
| 3   | Đặng Toàn Võ bị Đà Lạt K10          | Trung tá | PB Binh chủng Biệt động quân   |           |

## Chỉ huy trưởng Pháo binh qua các thời kỳ
| Stt | Họ và Tên                                     | Cấp bậc     | Tại chức    | Chú thích |
| --- | --------------------------------------------- | ----------- | ----------- | --- |
| 1   | Bùi Hữu Nhơn Võ bị Liên quân Viễn đông Đà Lạt | Trung tá    | 1955-1956   | Chỉ huy trưởng đầu tiên                                                                                              |
| 2   | Nguyễn Xuân Trang Sĩ quan Nước Ngọt           | Trung tá    | 1956-1959   | Chỉ huy lần thứ nhất                                                                                                 |
| 3   | Lâm Quang Thi Võ bị Đà Lạt K3                 | Thiếu tá    | 1960-1961   | Sau cùng là Trung tướng Tư lệnh phó Quân đoàn I                                                                      |
| 4   | Nguyễn Xuân Thịnh                             | Trung tá    | 1961-1962   | Chỉ huy lần thứ nhất                                                                                                 |
| 5   | Nguyễn Xuân Trang                             | Đại tá      | 1963        | Chỉ huy lần thứ hai                                                                                                  |
| 6   | Bùi Hữu Nhơn                                  | Đại tá      | 1964        | Chỉ huy lần thứ 2. Sau cùng là Thiếu tướng Chỉ huy trưởng Trường Bộ binh Thủ Đức. Giải ngũ năm 1968                  |
| 7   | Hồ Nhựt Quan Võ bị Đà Lạt K5                  | Đại tá      | 1964-1965   | Sau cùng là Đại tá Chỉ huy trưởng Trường Thiếu sinh quân Vũng Tàu. Giải ngũ tháng 3/1975                             |
| 8   | Nguyễn Xuân Trang                             | Chuẩn tướng | 1966-1968   | Chỉ huy lần thứ ba. Sau cùng là Thiếu tướng Tham mưu phó Nhân viên tại Bộ Tổng Tham mưu                              |
| 9   | Phan Đình Tùng                                | Đại tá      | 1968        | Xử lý Thường vụ chức vụ Chỉ huy trưởng                                                                               |
| 10  | Nguyễn Đức Thắng Võ khoa Nam Định             | Trung tướng | 1968        | Chức vụ sau cùng: Trung tướng Phụ tá Tổng Tham mưu trưởng. Giải ngũ năm 1973                                         |
| 11  | Phan Đình Soạn Võ khoa Thủ Đức K1             | Đại tá      | 1968-1972   | Cuối tháng 2 năm 1972 đang là Chuẩn tướng Tư lệnh phó Quân đoàn I, bị tử nạn trực thăng. Được truy thăng Thiếu tướng |
| 12  | Nguyễn Xuân Thịnh                             | Trung tướng | 1972-4/1975 | Chỉ huy lần thứ hai và cũng là Chỉ huy trưởng cuối cùng                                                              |

## Chủ thích
1. ↑  "Trang chủ". Bản gốc lưu trữ ngày 22 tháng 12 năm 2016. Truy cập ngày 7 tháng 2 năm 2021.
2. ↑  Xuất thân từ Trường Sĩ quan
3. ↑  Sinh năm 1930 tại Lạng Sơn
4. ↑  Sinh năm 1933 tại Thừa Thiên, là bào đệ của tướng Phan Đình Niệm (Tư lệnh Sư đoàn 22 Bộ binh)
5. ↑  Sinh năm 1930 tại Khánh Hòa
6. ↑  Trường Sĩ quan Trừ bị Thủ Đức
7. ↑  Sinh năm 1929 tại Kiến An
8. ↑  Sinh năm 1930 tại Hưng Yên, tốt nghiệp khóa 8 Võ bị Đà Lạt
9. ↑  Sinh năm 1927 tại Viên Chăn, Lào
10. ↑  Tốt nghiệp khóa 13 Võ bị Đà Lạt
11. ↑  Khóa sĩ quan Đặc biệt Hiện dịch (1959-1960)
12. ↑  Sinh năm 1928 tại Vinh,Thanh Hoa
13. ↑  Tốt nghiệp khóa 8 Võ bị Đà Lạt
14. ↑  Sinh năm 1932
15. ↑  Sinh năm 1940 tại Phan Thiết
16. ↑  Sinh năm 1934 tại Nam Định
17. ↑  Sinh năm 1936, tốt nghiệp khóa 12 Sĩ quan Trừ bị Thủ Đức
18. ↑  Sinh năm 1934 tại Sơn Tây
19. ↑  Sinh năm 1924 tại Hải Dương
20. ↑  Sinh năm 1933 tại Thủ Dầu Một
21. ↑  Cấp bậc khi nhậm chức
22. ↑  Còn gọi là Trường Sĩ quan Trừ bị Thủ Đức hoặc Liên trường Võ khoa Thủ Đức
23. ↑  Đại tá Hồ Nhựt Quan là con trai của nhà giáo yêu nước Hồ Văn Ngà, ông sinh năm 1928 tại Long An.
24. ↑  Trường Sĩ quan Trừ bị Nam Định

## Liên kết
- Pháo thủ Thủy quân lục chiến họp mặt 2006
- Binh chủng Pháo binh Quân lực Việt Nam Cộng hòa[liên kết hỏng]
- Binh chủng Pháo binh Việt Nam Cộng hòa vùng Nam Cali mừng Xuân Quý Tỵ